# Затухание Ландау
Затухание Ландау (бесстолкновительное затухание волн в плазме) — затухание, обусловленное взаимодействием резонансных частиц с электромагнитными волнами, возникающими в плазме. Волна в плазме затухает по мере распространения, несмотря на отсутствие парных столкновений. Названо в честь первооткрывателя Л. Д. Ландау.
Качественное объяснение явления состоит в поглощении энергии волны электронами, которые движутся со скоростями, близкими к фазовой скорости волны — т. н. «резонансные» электроны. Такие электроны оказываются «заперты» в потенциальной яме периодического потенциала волны, чем и обусловлено значительное взаимодействие с волной.
Верхний график изображает распределение электронов по скоростям (в проекции на направление распространения волны) в бесстолкновительной плазме. Как видно, число «резонансных» электронов (заштрихованные полосы) со скоростями выше фазовой скорости волны {\displaystyle V_{ph}} меньше, чем со скоростями ниже {\displaystyle V_{ph}}. При прохождении волны более медленные частицы отбирают у неё энергию и ускоряются, а более быстрые, напротив, замедляются и сообщают дополнительную энергию волне (см. нижний рисунок). Вследствие упомянутого неравенства количества частиц с разными скоростями в общем балансе потеря энергии волной при взаимодействии с медленными частицами плазмы превышает «подкачку» энергии от более быстрых частиц, и в результате происходит ослабление волны.